# Пам'ятник депортованим народам
Пам'ятник депортованим народам (крим. Sürgün halq eykeli) — пам'ятник у Сімферополі, Автономна Республіка Крим.
Меморіальний комплекс був встановлений за підтримки народного депутата України Ріната Ахметова.
У 2012 році вандали обмалювали меморіальний комплекс. Зранку 8 серпня перехожі помітили кілька десятків зображень свастики, нанесені під трафарет фіолетовою фарбою. Свастики були намальовані на 4 мармурових плитах з написами республік, куди були депортовані кримські татари — Узбекистану, Киргизстану, Таджикистану і Казахстану. Чистою виявилися лише плита із написом Росія.